# ガントチャート

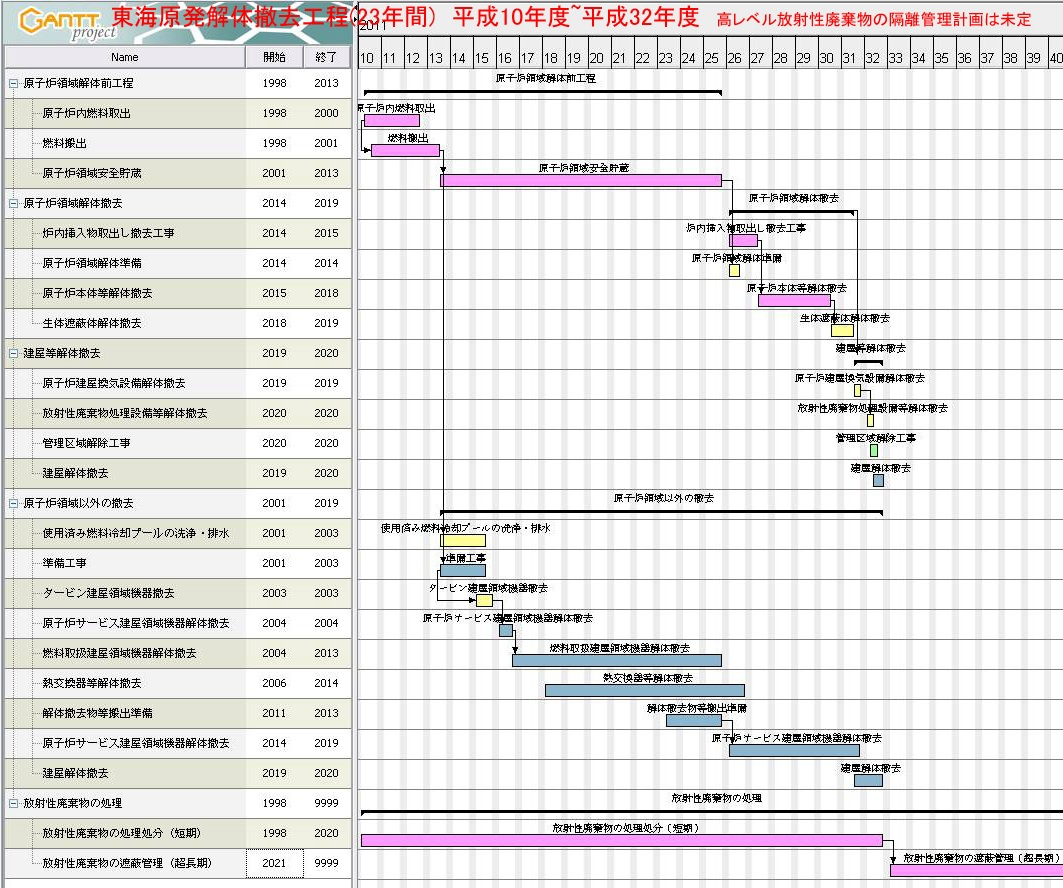
ガントチャートの例：東海発電所の廃止解体工程

ガントチャート（英: Gantt chart）とは、プロジェクト管理や生産管理などで工程管理に用いられる表の一種で、作業計画を視覚的に表現するために用いられる。横線工程表とも呼ばれる棒グラフの一種でもあり、作業計画で予定する工程の作業量と実績の比較を示す横棒によって進捗状況を表す。

## 概要
第1次世界大戦時に、アメリカ人の機械工学者であり経営コンサルタントでもあったヘンリー・ガントによって考案された。
プロジェクトを管理するために、プロジェクトの各段階を細かく作業単位まで展開（Work Breakdown Structureを参照）して木構造で階層を表示し、全体の作業の流れおよび進捗状況を表したものである。縦軸でWork Breakdown Structureを表して、作業内容・担当者・開始日・終了日・作業間の関連などを置き、横軸に日時（時間）をとって、横棒によって行う期間と進捗状況などを視覚的に示した図である。各作業の開始・終了時期、作業の流れ、進捗状況などが把握しやすく、プロジェクト管理者やメンバーにとって非常に有効な管理手段である。

## 解説

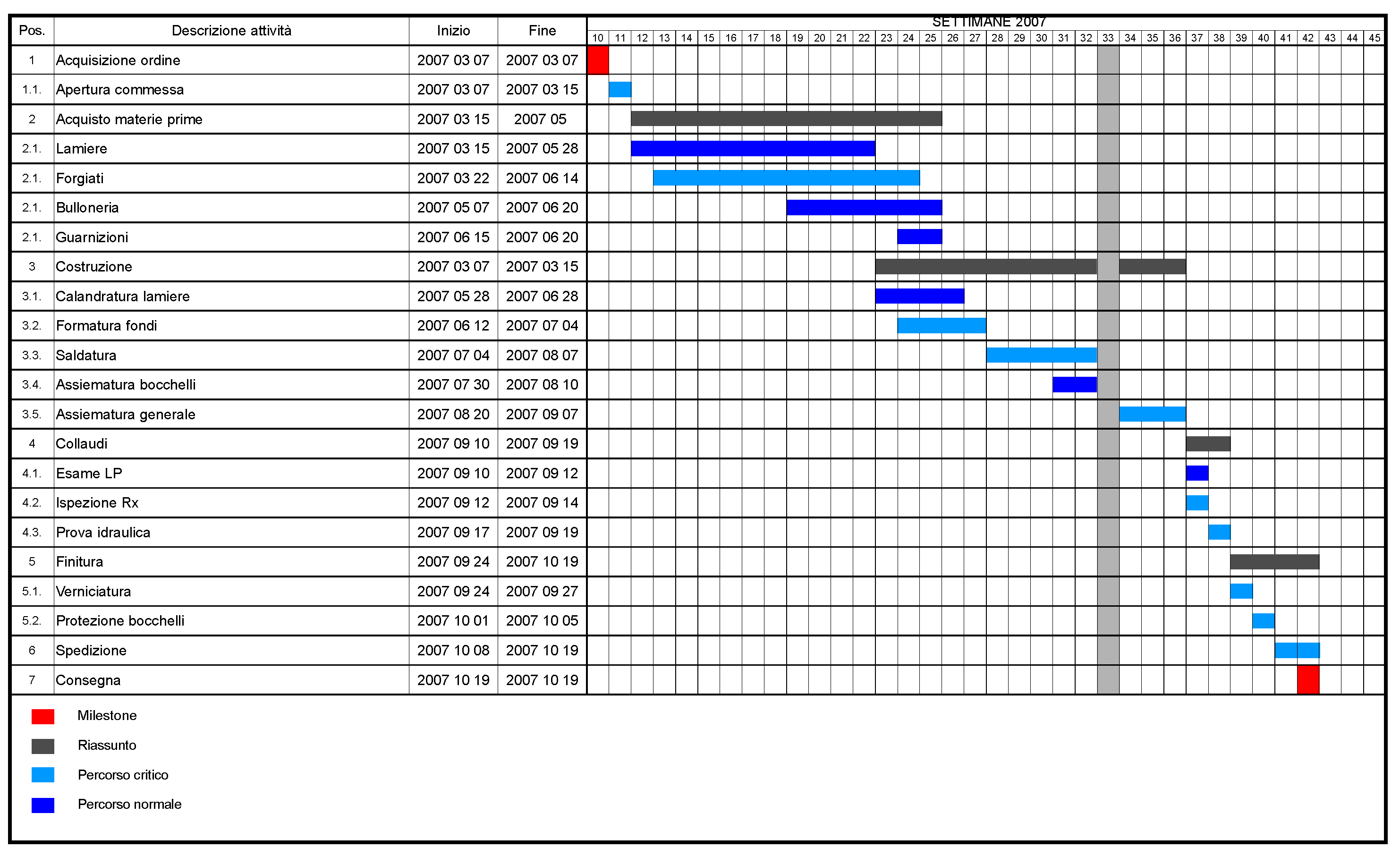
ガントチャートの例

以下のガントチャートの解説は Herrmann (2005) に基づいている。
ガントは様々な種類のチャート（図）を考案した。さらにガントはそれらの図を使って、職場の監督者が進捗状況を即座に把握できるよう設計した。最近のプロジェクトマネジメント用ソフトウェアにもそのような機能が含まれている。
Gantt (1903)では、2種類の「バランス」が解説されている。man's record は、各労働者がすべき事とした事を示す。daily balance of work は全体としてのすべき作業と実際になされた作業を示す。ガントは完了まで長期間かかる作業を例として示している。daily balance は表形式で、各行が実働日に対応し、各桁に個々の作業や操作が書かれる。各桁の先頭行部分に全体として必要な作業量が記される。各マスにはその作業をその日に行った量とそれまでの累計が記される。太い水平線で作業開始日と作業完了予定日を示す。ガントによれば、これは「仕事のスケジューリングと記録の方法」である。この論文の中でガントは、各作業員に作業を割り当て、日々の作業量を記録するための production cards の利用も解説している。
Work, Wages, and Profits（初版は1916年）において、ガントはスケジューリングについて論じ、特に注文製作工場の環境を論じている。彼は現場監督に毎日 "order of work" というその日にすべき仕事をリストアップしたものを渡すことを提案している。さらに、外部からの干渉を排除するための活動の重要性を論じている。しかし同時に彼は、オフィスで作られたみごとなスケジュールの多くは、無視されてしまえば無用の長物であると自身の体験を交えて警告している。
Organizing for Work（初版は1919年）において、ガントは自身の考案した図について2つの原則を与えた。1つは完了までにかかった時間で作業を測定すること、もう1つは図における空白に予定作業時間で行われるべきだった作業量を記入することである。ガントの進捗図では、一年を月ごとに分け、細い行で各月の生産された量を表し、太い行で一年で生産された量を表す。各行は特定の契約者からの注文に対応し、作業開始月と完了月が示される。これは今日使われているガントチャートに近い。
machine record chart と man record chart は、毎日の実働時間と一週間の累計を示す。図の各行は個々の機械や作業員に対応する。ただし、この図ではどの作業が実施されたのかは記されない。
プロセスの相互依存関係を示し、生産スケジュールを視覚化する手法を最初に考案したのは Karol Adamiecki（1896年）であり、1909年に "Przeglad Techniczny" No 17, 18, 19, 20 で発表された。Adamiecki は1931年にそれら図表（Harmonogram または Harmonograf）を一般に紹介する記事をいくつか書いた。その後若干の修正を経て Adamiecki の図をガントチャートと呼ぶことが一般的となった。
建設業界におけるガントチャート
日本の建設業界におけるガントチャートは意味が異なる。横軸が「進捗率」を表しており、バーの左端は常に0%から始まり、100%で右端となる。経緯は不明だが慣習で一般とは異なる理解をしているようである。一般的なガントチャートに相当するものは、建設業界では「バーチャート」と呼ばれる。施工管理技士試験などでは言葉を置き換えて回答する必要がある。

## ソフトウェア
- スプレッドシート

```
表計算ソフト（
Microsoft Excel
、または
オープンオフィス
や
リブレオフィス
のカルクなど）でグラフ機能
[
10
]
や条件式
[
11
]
を使っての作画が多く用いられている。
```

- プロジェクト管理ソフト

```
プロジェクト管理ソフトウェア数多くのプロジェクト管理用の市販・無料ソフトが開発・提供されている。
```

```
ガントチャートの機能を含むプロジェクト管理
ソフトウェア
には
自由ソフトウェア
ではクロスプラットフォームの「
ProjectLibre
」や「
OpenProj
」
[
12
]
や「
ガントプロジェクト
」、Webアプリケーションの「
dotProject
（
英語版
）
」や、「
Redmine
」などがある。市販ソフトでは、「
Microsoft Project
」、
SaaS
形式の「
Backlog
」、「
みんなでガント
」、「
Jooto
」、「
シェアガント
」などがある。
```

Category:プロジェクトマネジメントソフト